# ライオネル

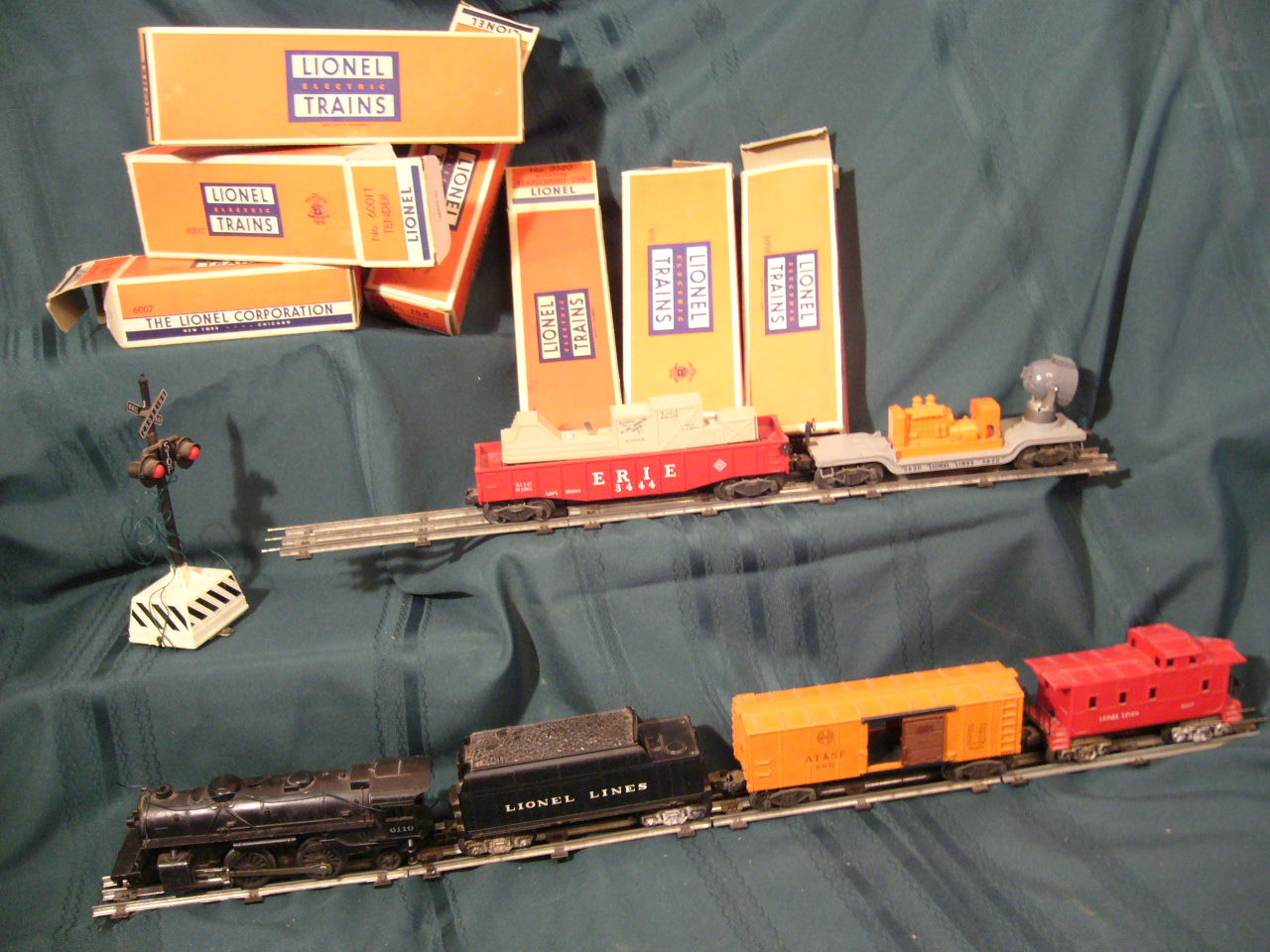
ライオネルの鉄道模型

ライオネル(Lionel Corporation)は、アメリカ合衆国の鉄道模型メーカーである。
当初は3線式スタンダードゲージ、3線式1番ゲージの鉄道模型を生産していたが、後に3線式Oゲージの生産に専念する。同社の製品は堅牢で故障が少なく三代にわたって使用されている例もある。初期の製品は今なお評価が高く、オークションで高値で取引されている。
1930年代の世界恐慌の折に経営危機に陥り、その後も何度か経営危機に見舞われている。しかし、いつの時代も同社の製品に愛着を持つ経営者が経営を引き受け、今日に至る。現在でも往時を偲ばせるNYCの機関車等を生産、販売している。
1934年にウォルト・ディズニー・カンパニーと契約を結び、ミッキーマウスの手押し車を販売。わずか4カ月で25万台を売り上げる。この手押し車のおかげで経営不振を脱することに成功。このため当時の新聞に「ミッキーマウス、倒産企業を立て直す」と報道される。
この後、タイアップ路線は加速し、ミッキーマウスを機関手とした鉄道模型なども製品化する。最近では『ポーラー・エクスプレス』や『きかんしゃトーマス』の製品も供給している。
これまではOゲージ一本槍だったが、近年では1番ゲージで往時の製品を復刻している。
一見、旧式に見える交流3線式を使用しているが、故障が少なく、複雑なレイアウトでもギャップを切る必要がなく、いわゆるドッグボーン型のレイアウトで自動運転が可能なのも、交流3線式を採用しているためである。交流3線式は当時、交流から直流に変換する適当な整流素子が無かったために広く用いられた。現在では半導体が普及しており、少数派になりつつあるが、上記等の利用により、今なお根強い人気がある。
ニール・ヤングが同社の鉄道模型がお気に入りで、自宅に専用のホビールームを持っているばかりか、同社の役員を務めている。